# 90672 Metrorheinneckar
90672 Metrorheinneckar este un asteroid din centura principală de asteroizi.

## Descriere
90672 Metrorheinneckar este un asteroid din centura principală de asteroizi. A fost descoperit pe 6 septembrie 1977 la Observatorul La Silla de Lutz Dieter Schmadel. Asteroidul prezintă o orbită caracterizată de o semiaxă mare de 3,06 ua, o excentricitate de 0,30 și o înclinație de 20,2° în raport cu ecliptica.